# Diplohimas ater
Diplohimas ater är en stekelart som beskrevs av Henry Keith Townes, Jr. 1970. Diplohimas ater ingår i släktet Diplohimas och familjen brokparasitsteklar. Inga underarter finns listade i Catalogue of Life.